# Moritz Baerwald

Moritz Baerwald

Moritz Baerwald (* 3. Dezember 1860 in Thorn; † 26. Dezember 1919 in Berlin) war ein deutscher Politiker (FVP, DDP).

## Leben und Beruf
Nach dem Abitur auf dem Gymnasium in Thorn studierte Baerwald, der jüdischen Glaubens war, von 1879 bis 1882 in Heidelberg, Leipzig und Berlin Rechts- und Staatswissenschaften. In Berlin schloss er sich der Freien wissenschaftlichen Vereinigung an. Nach dem Zweiten Staatsexamen ließ er sich 1887 als Rechtsanwalt in Bromberg nieder, wo er 1908 auch zum Notar bestellt wurde. Seit 1902 war er Vorstandsmitglied der Anwaltskammer für den Oberlandesgerichtsbezirk Posen.

### Partei
Während des Kaiserreiches gehörte Baerwald der Fortschrittlichen Volkspartei an. 1918 beteiligte er sich an der Gründung der DDP.

### Abgeordneter
Baerwald war seit 1902 ehrenamtlicher Stadtrat in Posen. Von 1912 bis 1918 gehörte er dem Preußischen Abgeordnetenhaus an, in dem er den Wahlkreis Bromberg 5 (Mogilno – Wongrowitz – Znin) vertrat. Bei den Wahlen am 19. Januar 1919 wurde er in die Weimarer Nationalversammlung gewählt, der er bis zu seinem Tode angehörte.